# Фернандес да Силва Жуниор, Бернардо
Берна́рдо Ферна́ндес да Си́лва Жу́ниор (порт.-браз. Bernardo Fernandes da Silva Junior; род. 14 мая 1995, Сан-Паулу) — бразильский футболист, опорный полузащитник и крайний защитник клуба «Хоффенхайм».

## Клубная карьера
Свою футбольную карьеру Бернардо начал в молодёжной академии клуба «Аудакс Сан-Паулу». В 2012 году перешёл в бразильское отделение «Ред Булл», за который провёл 3 матча в рамках бразильской Серии D. В 2015 году Бернардо был отдан в аренду в «Понте-Прету», но не сыграл ни одной встречи, хотя трижды включался в заявку на матч в качестве запасного игрока.
С 1 января 2016 года Бернардо присоединился к зальцбургскому «Ред Булл». Свой первый матч за новый клуб в австрийской Бундеслиге он провёл 7 февраля 2016 года против «Адмира Ваккер», выйдя на замену на 79 минуте вместо Ясина Пехливана.
За половину сезона 2015/16 Бернардо удалось стать игроком ротации и провести суммарно 13 матчей, из которых 7 он начинал в стартовом составе.
28 августа 2016 года Бернардо заключил контракт с «РБ Лейпциг» до конца сезона 2021 года; сумма компенсации австрийскому клубу составила 6 миллионов евро. За новый клуб бразилец дебютировал в третьем туре Бундеслиги победной игре против «Гамбурга» 17 сентября 2016 года, выйдя в стартовом составе.